# نادیا خوانسکا
نادیا خوانسکا (انگلیسی: Nadiia Khavanska؛ زادهٔ ۲ آوریل ۱۹۸۹) بازیکن فوتبال اهل اوکراین است.
وی همچنین در تیم ملی فوتبال زنان اوکراین بازی کرده‌است.